# Фифор, Михай
Михай Фифор (рум. Mihai Fifor; род. 10 мая 1970, Турну-Северин, Социалистическая Республика Румыния) — румынский государственный и политический деятель, депутат сената Румынии двух созывов, министр экономики, затем министр обороны в кабинете Михая Тудосе, исполняющий обязанности премьер-министра Румынии с 16 по 17 января 2018 года.

## Биография
Родился 10 мая 1970 года в городе Турну-Северин.
Окончил школу в родном городе, в 1994 году окончил университет Крайова, в дальнейшем получил докторскую степень. В 2001 году стал руководителем культурного центра в жудеце Долж, в 2005 году стал директором музея.
В 2012 году был впервые избран в Сенат Румынии от Социал-демократической партии от жудеца Долж, в 2016 году был переизбран от жудеца Арад.
29 июня 2017 года стал министром экономики в правительстве Михая Тудосе, 12 сентября 2017 года стал министром национальной обороны.
16 января 2018 года стал временно исполняющим обязанности премьер-министра Румынии после отставки Михая Тудосе.